# Aloe melanacantha
Aloe melanacantha é uma espécie de liliopsida do gênero Aloe, pertencente à família Asphodelaceae.